# Ghiriș-Arieș

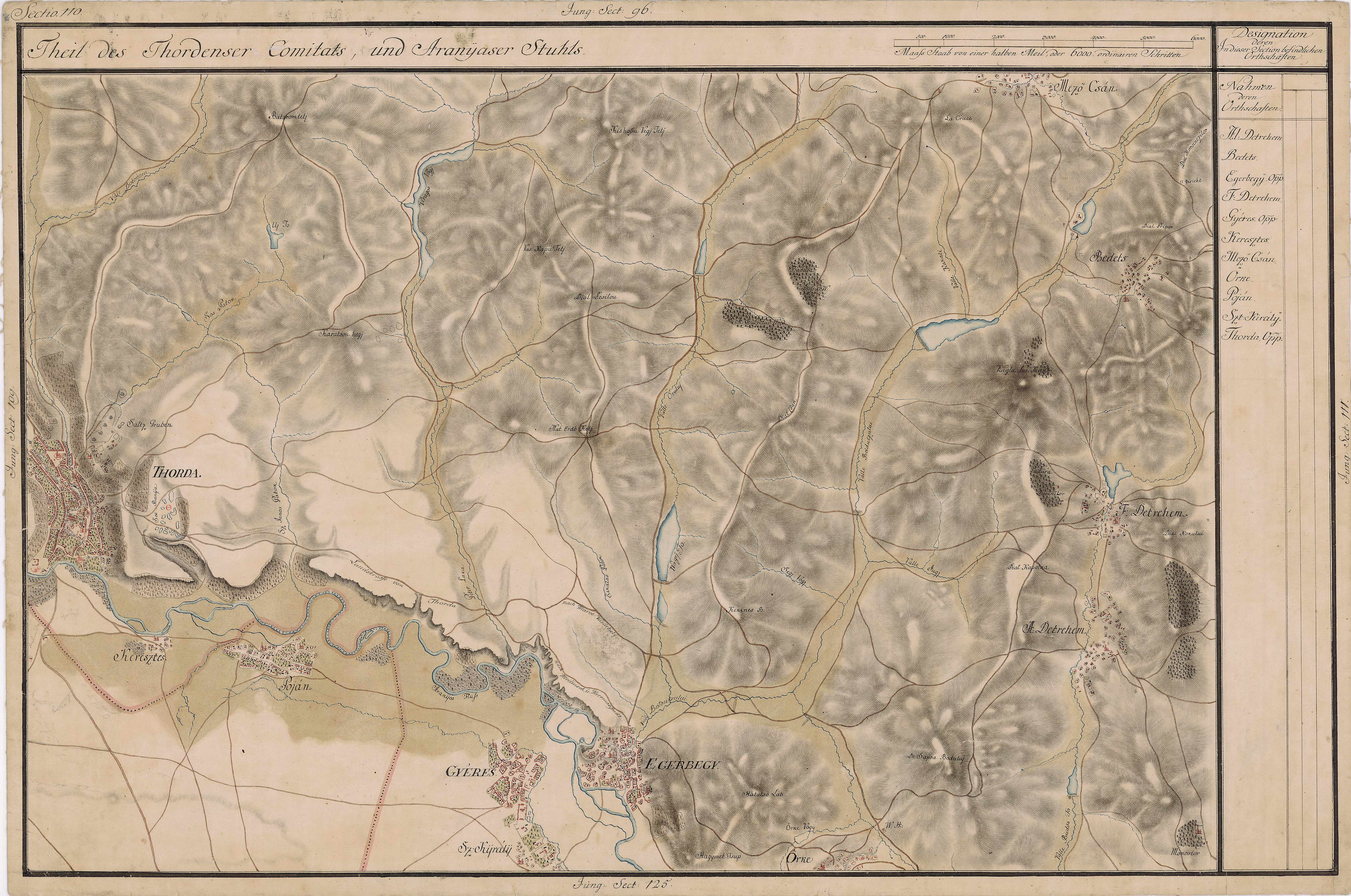
Ghiriş-Arieş pe Harta Iosefină a Transilvaniei, 1769-1773 (Sectio 110)

Ghiriș-Arieș (în maghiară Aranyosgyéres) a fost o comună dispusă pe actualul loc al municipiului Câmpia Turzii, care în 1925 a fost înglobată în oraș (Câmpia Turzii a luat naștere prin contopirea a două localități învecinate: Ghiriș-Arieș și Ghiriș-Sâncrai).
Pe Harta Iosefină a Transilvaniei din 1769-1773 (Sectio 110), localitatea apare sub numele de „Gyéres”. 